# Hvor Dovre og Dalarne møtes
Hvor Dovre og Dalarne møtes is een compositie van Hjalmar Borgstrøm. Het is een lied gecomponeerd voor zangstem en piano. Het is onbekend of het lied ooit is uitgevoerd dan wel uitgegeven. Er zijn twee manuscripten gevonden en een handgeschreven opzetje. Die laatste vermeldt nog Nadruk verboden (Eftertryk forbudt). Waarschijnlijk gaat het dus om een compositie voor een speciale aangelegenheid. Het gehele werk neemt nog geen A4 in beslag. 
Hvor Dovre og Dalarne møtes is Noors voor "Waar Dovre en Dalarna elkaar ontnmoeten". Dovre is een Noorse streek en Dalarna een Zweedse; zij liggen aan beide zijden van de Noors-Zweedse grens.   